# Альфред Джеймс Лотка
А́льфред Дже́ймс Ло́тка (*2 березня 1880, Львів — †5 грудня 1949, США) — американський статистик, математик, фізикохімік.

## Біографія
Навчався в Бірмінгемському університеті (Велика Британія). Працював у Національному бюро стандартів, був редактором «Scientific American Supplement» (1911—1914). Викладав в університету імені Джонса Гопкінса (1922—1924). У 1924—1947 керував математичними дослідженнями в американській страховій компанії «Metropolitan life insurance», був президентом Асоціації населення Америки (1938—1939), Американської статистичної асоціації (1942).

## Наукова діяльність
Відомий своїми науковими працями з динаміки популяцій (рівняння Лотки-Вольтерри).
Займався вивченням природного приросту населення, використовуючи математичні методи. Вивчав процес зміни поколінь, демографічного розвитку сім'ї, засновник сучасного демографічного аналізу й економічної географії, автор теорії стабільного населення.
Автор книги «Основи фізичної біології».